# دین و اسکیزوفرنی
رابطه میان دین و اسکیزوفرنی بخاطر شباهت‌های میان تجربه‌های دینی و حوادث روان‌پریشی (psychotic episodes) از توجه بخصوصی میان روان پزشکان برخوردار است؛ تجربیات دینی اغلب شامل توهمات سمعی و/یا بصری هستند، و آنان که اسکیزوفرنی دارند عموماً توهمات مشابهی را گزارش می‌کنند، بهمراه تنوعی از اندیشه‌ها که عموماً توسط کاروران امروزی پزشکی واهی تشخیص داده می‌شوند.